# Champassak (khwaeng)
Champassak of Champasak (Laotiaans: ຈໍາປາສັກ) is een provincie van Laos. Het ligt in het zuidwesten van het land aan de grens met Thailand en Cambodja. De Mekong stroomt door deze provincie.
Het oude koninkrijk Champassak had deze provincie als basis.

## Administratieve indeling
De provincie is onderverdeeld in de volgende districten:
1. Bachiangchaleunsouk (16-03)
2. Champassak (16-07)
3. Khong (16-10)
4. Mounlapamok (16-09)
5. Pakse (16-01)
6. Paksong (16-04)
7. Pathoumphone (16-05)
8. Phonthong (16-06)
9. Sanasomboun (16-02)
10. Soukhouma (16-08)